# Кампече (затока)
20° пн. ш. 94° зх. д. / 20° пн. ш. 94° зх. д.
Затока Кампече (ісп. Bahía de Campeche), або затока Кампече, — затока, що розташована в південній частині Мексиканської затоки та омиває північний берег перешийка Теуантепек. 

## Загальна характеристика
З трьох сторін затоку оточують мексиканські штати Кампече, Табаско і Веракрус. Площа затоки становить 6000 квадратних миль (16 000 км2), а максимальна глибина затоки становить приблизно 180 футів (55 м). Її назвали Франциско Ернандес де Кордоба та Антон де Аламінос під час їхньої експедиції в 1517.
Ширина в північній частині затоки становить близько 750 км, вдається в сушу більш ніж на 300 км. Глибина у відкритій частині до 3286 м, біля східного берега, в бухті Кампече - до 34 м. Площа затоки становить близько 15 540 км², припливи переважно добові, висота від 0,6 до 1,2 м. У затоку впадають річки Папало, Коацакоалькос, Гріхальва, Усумасинта і Канделарія. Береги низовинні, заболочені.

## Клімат
У червні та липні затока Кампече вважається одним із «гарячих» місць розмноження атлантичних ураганів.
З листопада по лютий вздовж його західного краю дмуть сильні північні вітри, які зрештою проходять між горами та виходять у Тихий океан біля Саліна-Крус..
З іншого боку, затока також відома як «кладовище» ураганів з надзвичайно слабкими напрямними течіями в цьому районі, що змушує урагани сповільнюватися та звиватися, затихаючи (наприклад, ураган «Роксанна» в 1995 році). Бухта також вважається східним кордоном на основних шляхах міграції птахів в Америці .

## Нафтові ресурси
Комплекс Cantarell з п'яти нафтових родовищ розташований під затокою Кампече. У 2003 році це було друге за продуктивністю нафтове родовище у світі, яке тоді забезпечувало приблизно дві третини видобутку сирої нафти в Мексиці, але незабаром після цього воно різко скоротилося.
3 червня 1979 року Ixtoc I, розвідувальна нафтова свердловина, розташована в затоці, зазнала викиду, який спричинив катастрофічний вибух, що призвело до того, що було визнано третім за величиною ненавмисним розливом нафти в історії.

## Інтернет-ресурси
- Вікісховище має мультимедійні дані за темою: Кампече (затока)
- General Facts about the Gulf of Mexico (PDF). U.S. Fish & Wildlife Service. GulfBase.org.